# La Grande Extase du sculpteur sur bois Steiner
Pour plus de détails, voir Fiche technique et Distribution.
La Grande Extase du sculpteur sur bois Steiner (Die große Ekstase des Bildschnitzers Steiner) est un film documentaire allemand du cinéaste Werner Herzog, sorti en 1974. Herzog a dit que ce film est « un de mes films les plus importants ».

## Synopsis
Documentaire de Werner Herzog portant sur le champion suisse de saut à ski Walter Steiner, qui travaille comme charpentier à plein temps. Le film suit notamment le sportif au cours des championnats du monde de 1972 à Planica en Slovénie et s'intéresse aux motivations et à la passion de Steiner pour le saut à ski.

## Fiche technique
- Titre : La Grande Extase du sculpteur sur bois Steiner
- Titre original : Die große Ekstase des Bildschnitzers Steiner
- Réalisation : Werner Herzog
- Scénario : Werner Herzog
- Photographie : Jörg Schmidt-Reitwein
- Musique : Popol Vuh
- Langue originale : Allemand
- Format : Couleur - Mono
- Genre : Documentaire
- Durée : 45 minutes
- Dates de sortie : 
  - Allemagne de l'Ouest : 1er janvier 1974
  - États-Unis : 26 novembre 1976

## Distribution
- Walter Steiner : lui-même
- Werner Herzog : narrateur (non crédité)